# Empoasca guatemalana
Empoasca guatemalana är en insektsart som först beskrevs av Henry Fairfield Osborn 1928.  Empoasca guatemalana ingår i släktet Empoasca och familjen dvärgstritar. Inga underarter finns listade i Catalogue of Life.